# Stanisław Patschke

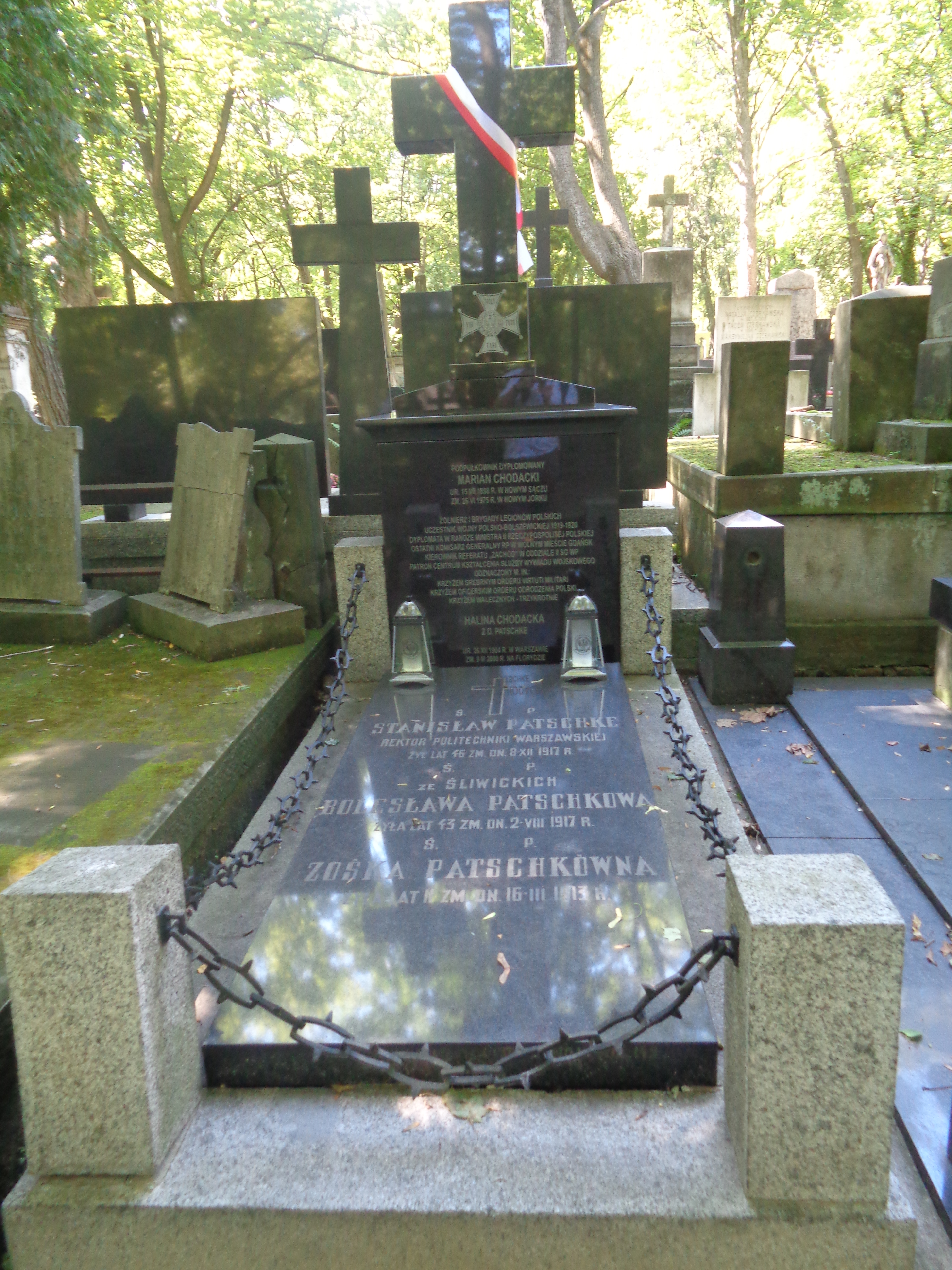
Grób Stanisława Patschke na cmentarzu Powązkowskim

Stanisław Patschke (ur. 4 października 1871 w Niechcicach, zm. 8 grudnia 1917 w Warszawie) – polski inżynier technolog, rektor Politechniki Warszawskiej.

## Życiorys
W 1892 roku ukończył szkołę realną w Warszawie i wstąpił do Petersburskiego Instytutu Technologicznego, na którym pięć lat później uzyskał tytuł technologa inżyniera. W tym samym roku rozpoczął pracę w dziale kotłowym Zakładów Mechanicznych Towarzystwa Akcyjnego „Borman, Szwede i s-ka.” W latach 1898–1900 był zatrudniony w dziale ogrzewnictwa Zakładów Towarzystwa Akcyjnego „Drzewiecki i Jeziorański”, skąd przeszedł na stanowisko głównego inżyniera do firmy „T. Godlewski i s-ka”. W 1903 roku ze swoim kolegą akademickim Stanisławem Okolskim, otworzył fabrykę mechaniczną „Stanisław Patschke i s-ka” w Warszawie. Przedsiębiorstwo to jako pierwsze w zaborze rosyjskim rozpoczęło produkcję generatorów gazu ssanego. W następnych latach firma sukcesywnie się rozwijała, po czym po fuzji z przedsiębiorstwem „Bracia Geisler”, Patschke został naczelnym dyrektorem fabryki maszyn Towarzystwa Akcyjnego „Bracia Geisler, Okolski i Patschke”.
Od 1906 roku pracował w szkole Mechaniczno-Technicznej H. Wawelberga i S. Rotwanda, gdzie wykładał ogrzewanie centralne i przewietrzanie. W latach 1906–1915 był członkiem Towarzystwa Kursów Naukowych (TKN), należał do grona profesorów Wydziału Technicznego TKN, prowadził wykłady z przewietrzenia, ogrzewania i termodynamiki. Rada Naukowa Wydziału Technicznego rozpoczęła prace nad powołaniem wyższej szkoły technicznej w Warszawie. W grudniu 1914 roku utworzyła Komisję Politechniczną, której głównym celem była organizacja przyszłej Politechniki. Patschke został przewodniczącym grupy mechaniczno-elektrotechnicznej. W latach 1915/1916 był dziekanem Wydziału Budowy Maszyn i Elektrotechniki.
W październiku 1916 roku objął funkcję rektora Politechniki Warszawskiej. Wtedy też po raz pierwszy wybrana grupa studentów złożyła uroczyste słowne ślubowanie. Na początku maja następnego roku, w wyniku represji policji niemieckiej, studenci Politechniki Warszawskiej ogłosili strajk, który trwał do 24 maja. 1 października 1917 roku władze niemieckie cały zarząd nad szkolnictwem, w tym i szkolnictwem wyższym, przekazały Departamentowi Wyznań Religijnych i Oświecenia Publicznego, który podlegał Radzie Regencyjnej. Szefem tej Rady został inż. Antoni Ponikowski, późniejszy rektor Politechniki Warszawskiej.
W 1917 roku Patschke pracował jednocześnie w Departamencie Wyznań Religijnych i Oświecenia Publicznego Tymczasowej Rady Stanu. Głównym jego dokonaniem było przekazanie szkolnictwa pod nadzór polski. Rok akademicki 1917/1918 rozpoczął się dopiero 7 listopada. W połowie miesiąca odbyły się pierwsze na uczelni wybory rektora, został nim ponownie Patschke, a prorektorem zaś Z. Straszewicz. Patschke prowadził wykłady z maszynoznawstwa oraz z termodynamiki technicznej.
Stanisław Patschke spoczywa na cmentarzu Powązkowskim w Warszawie (kwatera J-III-12).

## Stanowiska
- 1916–1918 – rektor Politechniki Warszawskiej
- 1910–1915 – zastępca skarbnika Stowarzyszenia Techników w Warszawie (ST)
- 1912–1915 – sekretarz Rady Stowarzyszenia Techników w Warszawie
- 1915–1917 – wiceprezes Koła Mechaników Stowarzyszenia Techników w Warszawie
- 1917 – zastępca radnego m. Warszawy[5]

## Członkostwa
- 1906–1915 – członek Towarzystwa Kursów Naukowych
- 1908 (do śmierci) – członek Rady Stowarzyszenia Techników w Warszawie
- 1909–1915 – członek komisji finansowej Stowarzyszenia Techników w Warszawie
- 1915 – opiekun Towarzystwa Bratniej Pomocy Studentów Politechniki Warszawskiej
- 1917 – delegat ST do „Przeglądu Technicznego”
- członek zarządu Koła Popierania „Przeglądu Technicznego”
- członek Komisji Organizacyjnej Inspektoratu Pracy i Komisji Dozoru Technicznego nad Gmachami i Urządzeniami Teatrów[5]

## Nagrody, wyróżnienia, odznaczenia
- 1914 (obok prof. M. Thulliego i Cz. Witoszyńskiego) nagroda im. Jakuba Heilperna za najlepszą pracę opublikowaną w „Przeglądzie Technicznym” pt. Termodynamika zjawisk chemicznych w świetle hipotezy Nernsta[5].

## Ważne publikacje
- Ogrzewanie centralne domów mieszkalnych (1905)
- Krytyka pojęcia entropii (1910)
- Zasady termodynamiki, Warszawa 1912[7]

Przekład książki:
- E. Autenrietha, Mechanika techniczna, Warszawa 1910[5].